# Cryptocephalus cerinus
Cryptocephalus cerinus är en skalbaggsart som beskrevs av B. White 1937. Cryptocephalus cerinus ingår i släktet Cryptocephalus och familjen bladbaggar.

## Underarter
Arten delas in i följande underarter:
- C. c. cerinus
- C. c. nevadensis